# Авраменко Ігор Михайлович
Ігор Михайлович Авра́менко (4 квітня 1929, Дніпропетровськ — 28 грудня 1991, Дніпропетровськ) — український радянський театральний актор. Заслужений артист УРСР з 1979 року.

## Біографія
Народився 4 квітня 1929 року в місті Дніпропетровську (нині Дніпро, Україна). 1956 року закінчив Дніпропетровське театральне училище, де навчався у Іллі Кобринського.
Протягом 1956—1966 роках працював у Дніпропетровській філармонії; у 1966—1969 роках — актор Дніпропетровського українського музично-драматичного театру імені Тараса Шевченка; у 1969—1991 роках — актор Дніпропетровського театру юного глядача імені Ленінського комсомолу. Помер у Дніпропетровську 28 грудня 1991 року.

## Ролі
- Василь Блюхер — «Коли мертві оживають» Івана Рачади (1966);
- Жухрай — за романом «Як гартувалася сталь» Миколи Островського (1970);
- Правдін — «Недоросток» Дениса Фонвізіна (1971);
- Мамаєв, Юсов — «На всякого мудреця досить простоти», «На жвавому місці» Олександра Островського (1976, 1985);
- Берліоз — «Майстер і Маргарита» за Михайлом Булгаковим (1985);;
- Сорін — «Чайка» Антона Чехова (1989).